# Achillea erba-rotta
Achillea erba-rotta là một loài thực vật có hoa trong họ Cúc. Loài này được All. mô tả khoa học đầu tiên năm 1773.